# تفریق قاب تاریک

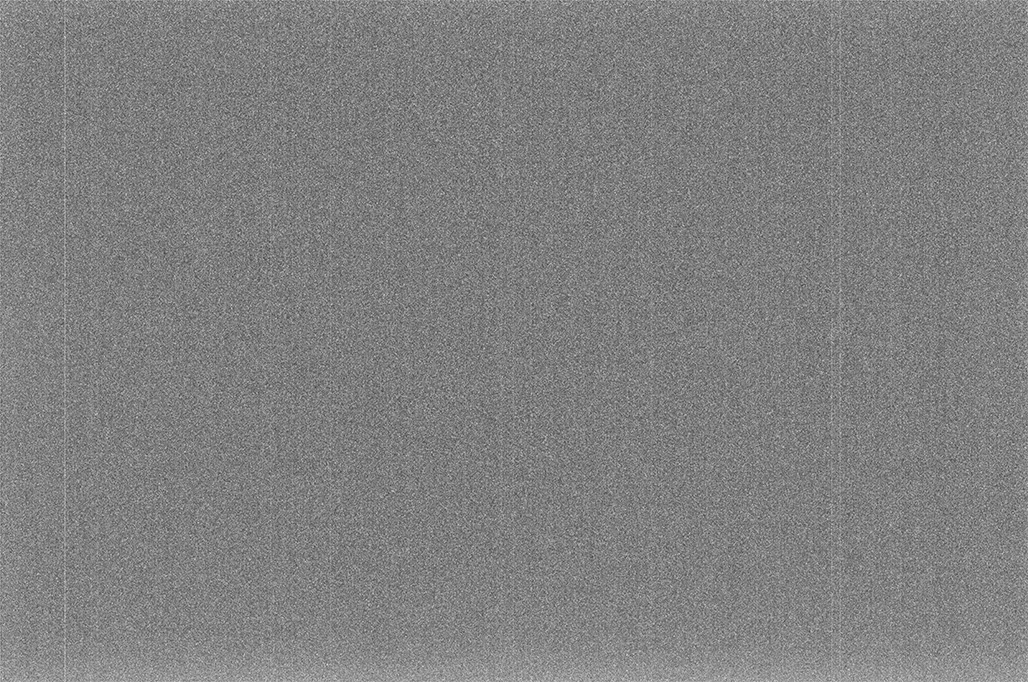
یک قاب تاریک از نیکون دی۳۰۰ با کنتراست افزایش یافته برای تأکید نویز

در عکاسی دیجیتال، تفریق قاب‌تاریک (به انگلیسی: dark-frame subtraction) یا تفریق فریم‌تاریک راهی برای کاهش نویز تصویر در عکس‌هایی است که با نوردهی طولانی، حساسیت ISO بالا یا دمای بالا گرفته شده‌اند. از دو مولفه نویز تصویر، جریان تاریک و نویز با الگوی ثابت که از یک عکس تا عکس بعدی یکسان باقی می‌مانند بهره می‌بَرد. نویز ناشی از حسگر تصویر شامل پیکسل‌های داغ است که نسبت به پیکسل‌های اطراف روشن‌تر می‌شوند. این فنّ با گرفتن عکس با شاتر بسته و کم کردن آن به صورت الکترونیکی از عکس اصلی که نویز را نشان می‌دهد کار می‌کند.

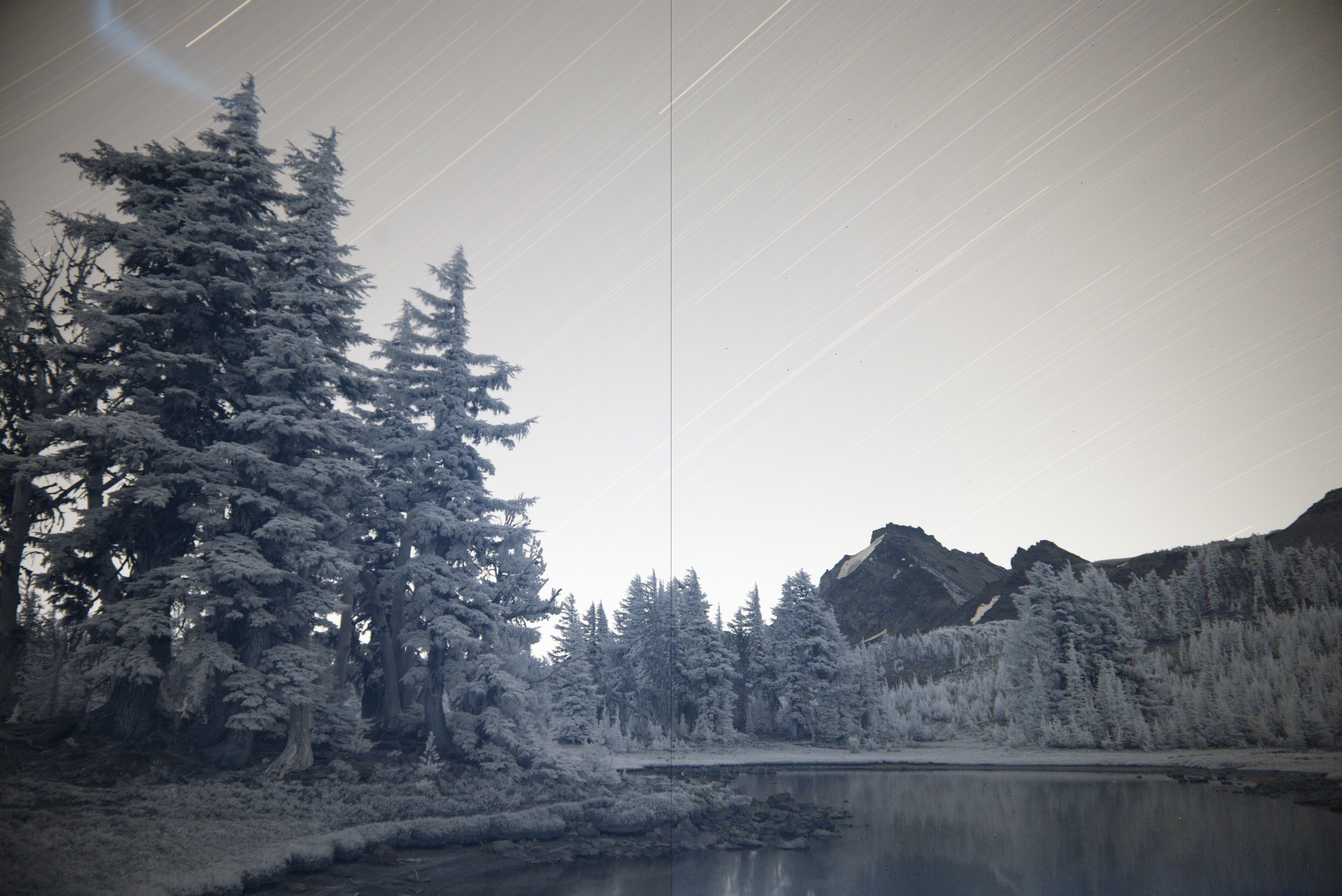
تفریق قاب‌تاریک در نیمه چپ تصویر اعمال شده است. نیمه سمت راست مستقیماً از حسگر تصویر است.

قاب تاریک تصویری است که با حسگر در تاریکی کامل (یعنی با شاتر بسته یا درپوش لنز و نمایاب) گرفته می‌شود. چنین قاب تاریکی اساساً تصویری از نویز تولید شده توسط حسگر است. یک قاب تاریک یا به‌طور متوسط چندین قاب تاریک را می‌توان از تصاویر بعدی کم کرد تا نویز با الگوی ثابت را تصحیح کند.
مهم است که قاب‌های تاریک با حساسیت ISO و زمان نوردهی مشابه عکس اصلی گرفته شوند، زیرا روشنایی نویز پیکسل ثابت به هر دو بستگی دارد. در این شرایط، یک قاب تاریک منفرد را می‌توان از چندین عکس گرفته شده با این پارامترها کم کرد، که باعث صرفه جویی در زمان می‌شود و امکان کاهش نویز برای تصاویر رَد ستاره روی‌هم (stacked star trail) را فراهم می‌کند، که اجازه وقفه را نمی‌دهد.
تفریق قاب تاریک همچنین در تصویرسنجی دیجیتال، برای بهبود کنتراست فتوگرام‌های ماهواره‌ای و هوایی استفاده می‌شود و به عنوان بهترین روش، همراه با تصحیح میدان‌مسطح، برای عکاسی نجومی در نظر گرفته می‌شود.